# Anta de Santa Marta
L'Anta de Santa Marta, ou Dolmen da Portela ou Forno dos Mouros) est un  dolmen situé dans la freguesia de Penafiel (pt), sur le territoire de la municipalité de Penafiel (district de Porto, Portugal),. 
Le mot anta est l'équivalent portugais d'« ante » (pilier terminal d'un temple grec ou romain), mais il est aussi employé pour désigner les pierres d'un dolmen ou le dolmen lui-même. Environ 5 000 structures mégalithiques de ce type ont été construites au Néolithique dans l'ouest de la péninsule Ibérique par les successeurs de la culture de la céramique cardiale ou Cardial.
Il est classé monument national depuis 1910.

## Description
Ce monument mégalithique, construit au IIIe millénaire av. J.-C., est composé d'une chambre funéraire polygonale de 3,30 × 2,10 m constituée de sept orthostates dont l'un est tombé, soutenant une dalle de recouvrement. À l'intérieur, on trouve de faibles traces de dessins rouges. 
Un couloir non détaché mène à la chambre. Dix paires de pierres de soutènement sont encore visibles du couloir initialement long de 6 m et large de 2,5 m, orienté vers l'est. Le diamètre du tumulus initial est d'environ 27 m.